# Corallina pilulifera
Corallina pilulifera Postels & Ruprecht, 1840  é o nome botânico  de uma espécie de algas vermelhas pluricelulares do gênero Corallina.
- São algas marinhas encontradas na África, Ásia, América do Norte, América do Sul e Nova Zelândia.

## Sinonímia
- Corallina officinalis f. pilulifera (P. & R.) Setchell & Gardner
- Corallina sessilis Yendo, 1902
- Corallina kaifuensis Yendo, 1902